# Șeica Mare, Sibiu
Șeica Mare, mai demult Șelca Mare, Seica-Mare (în dialectul săsesc Marktšielken, Martšelkn, în germană Marktschelken, Großschelken, Grossschelken, în maghiară Nagyselyk, Selyk, în latină Selk maior), este satul de reședință al comunei cu același nume din județul Sibiu, Transilvania, România.

## Așezare
Localitatea este situată la 30 km de municipiul Sibiu si la 12 km de Copșa Mică.

## Istoric
Anul primei atestări scrise: 1309 (Symon decanus de Selk).
Localitatea a fost conectată la rețeaua feroviară în anul 1872, odată cu darea în folosință a Căii ferate Sibiu–Copșa Mică.

## Descoperiri arheologice
- Pe teritoriul localității s-au făcut următoarele descoperiri, neprecizate topografic:
  - Două topoare neolitice de piatră (Muzeul Național Brukenthal).
  - Fragmente ceramice din epoca bronzului atribuite greșit culturii Schneckenberg (Muzeul Național Brukenthal).
  - Unele obiecte de aur, descoperite înainte de anul 1876, un fragment de sârmă de aur și un inel-spirală (Muzeul Național Brukenthal), un alt fragment s-ar fi aflat la Muzeul Sighișoara.
  - Un celt de bronz de la sfârșitul epocii bronzului, altul decât cel ce va fi amintit în continuare (Muzeul Național Brukenthal).
- În valea Pârâul Popii (Kaltbachtol) s-a descoperit un celt de bronz cu marginea îngroșată la exterior și decorat pe corp, datând la sfârșitul epocii bronzului (Muzeul Național Brukenthal). În același punct s-a mai descoperit un alt celt de bronz.
- De pe hotarul localității provine un catillus de la o râșniță datată în Latène.(vezi)

## Monumente
- Biserica Evanghelică-Lutherană a fost construită în jurul anului 1300 ca bazilică ce marchează, din punct de vedere stilistic, tranziția de la romanic la gotic. Din această primă etapă constructivă s-a păstrat doar arcul triumfal și bolta corului. În anul 1414, biserica este atestată pentru prima oară în izvoarele scrise ca purtând hramul sfântul Martin de Tours. În secolul XVI biserica suferă ample transformări. Se demolează nava laterală de N și parțial cea de S. Nava principală se boltește în rețea sprijinită pe pilaștrii în S și pe coloane angajate în zidul de N al navei. Colaterala de S se boltește pe nervuri în cruce, iar absida semicirculară a altarului este înlocuită cu una poligonală sprijinită cu contraforți. În aceeași perioadă se ridică deasupra corului un etaj de luptă, scos spre exterior pe arce ce se sprijină pe contraforți. Pe etajul de luptă este inscripționat anul 1563. În secolul XV în jurul bisericii se construiește o fortificație amplă, de plan aproximativ dreptunghiular, cu turnuri de colț și turn de poartă pe partea de SE. Fortificația este documentată doar în imagini de epocă și în mențiuni documentare, când în cetate sunt pomenite: cămări de provizii, vechea primărie, școala și o închisoare. Fortificațiile au fost demolate în anul 1906 și pe vechiul perimetru se ridică, în anul 1908, actualul gard din fier forjat.
- Monumentul Eroilor Români din Primul Război Mondial. Troița se află în incinta cimitirului comunei și a fost realizată în anul 1930, din lemn, iar acoperișul din tablă. Monumentul are o înălțime de 4 m și un soclu de 1/2 m, având ca elemente de ornament o cască militară, situată între două baionete încrucișate. Nu există înscrisuri pe monument.
- Parcela Eroilor Români din cele două războaie mondiale este amplasată în cadrul cimitirului ortodox din localitate. În această parcelă sunt înhumați 25 de eroi în morminte individuale.

## Vezi și
- Biserica fortificată din Șeica Mare

## Imagini

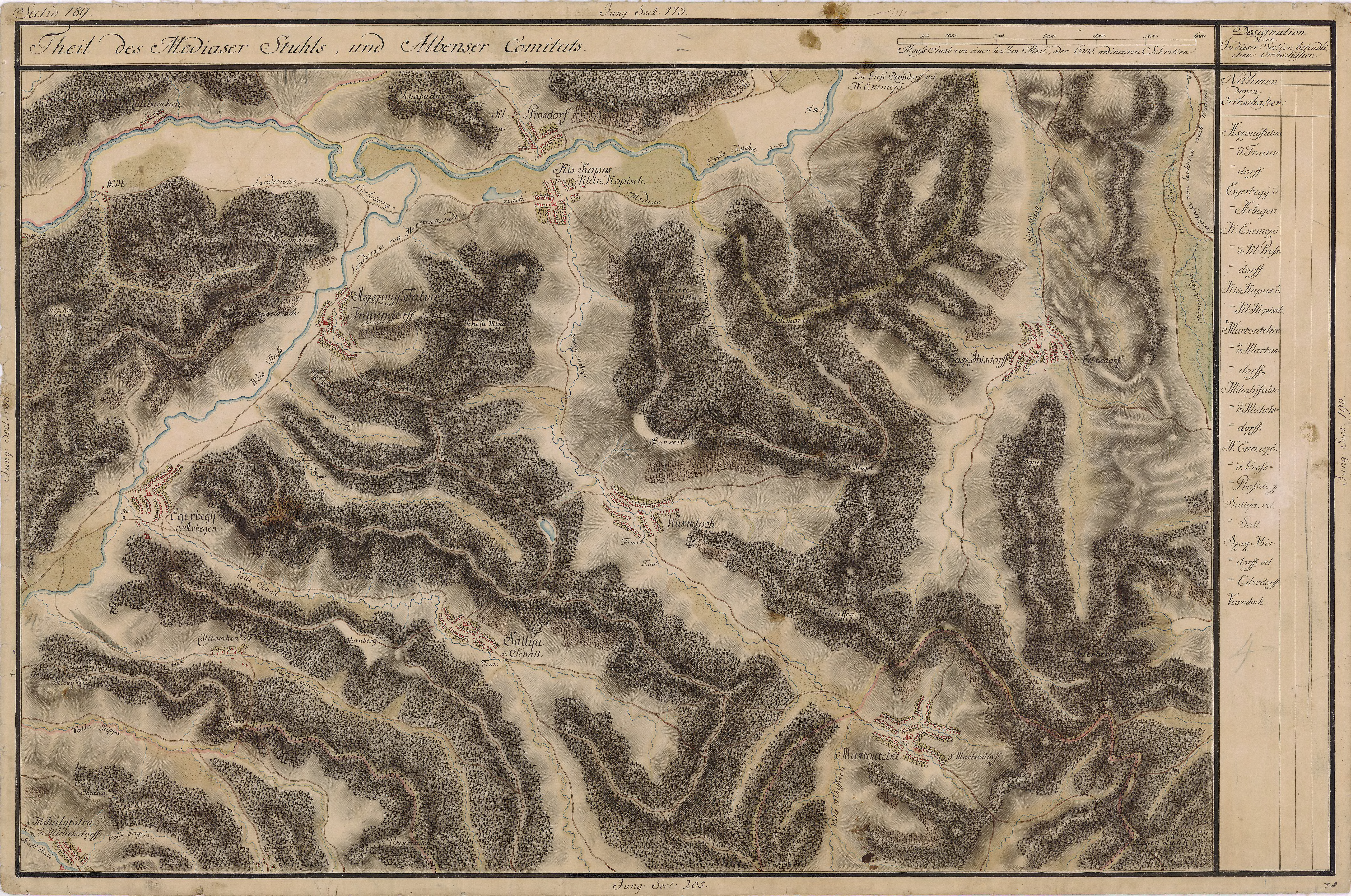
Şeica Mare în Harta Iosefină a Transilvaniei, 1769-1773
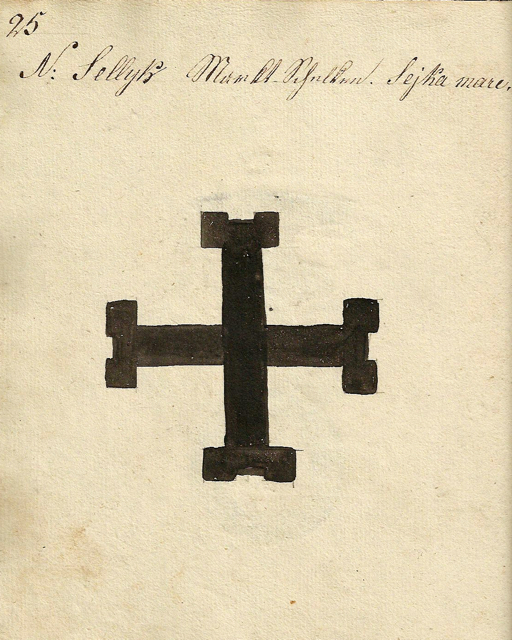
1826 - Danga pentru vitele din Şeica Mare
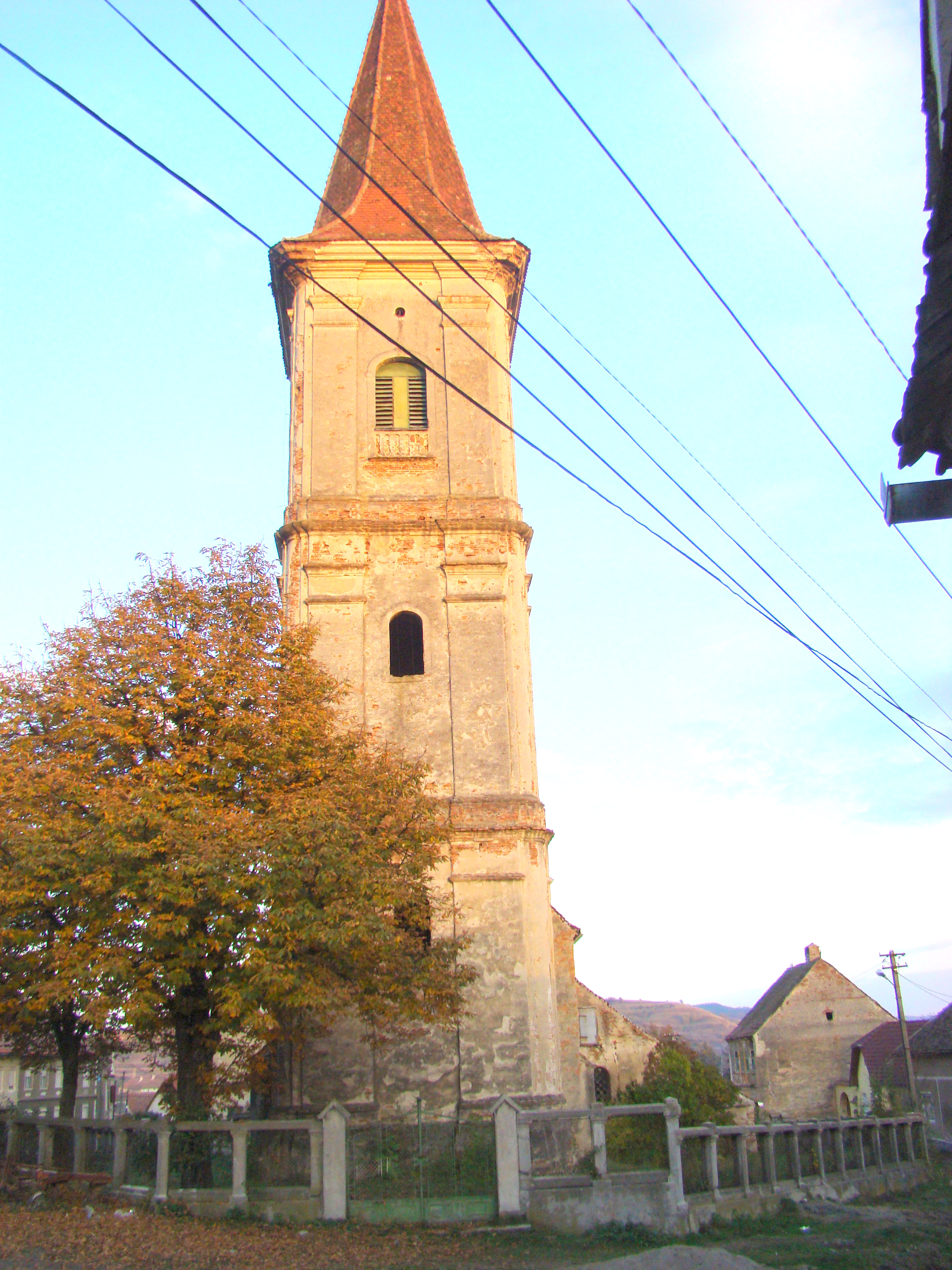
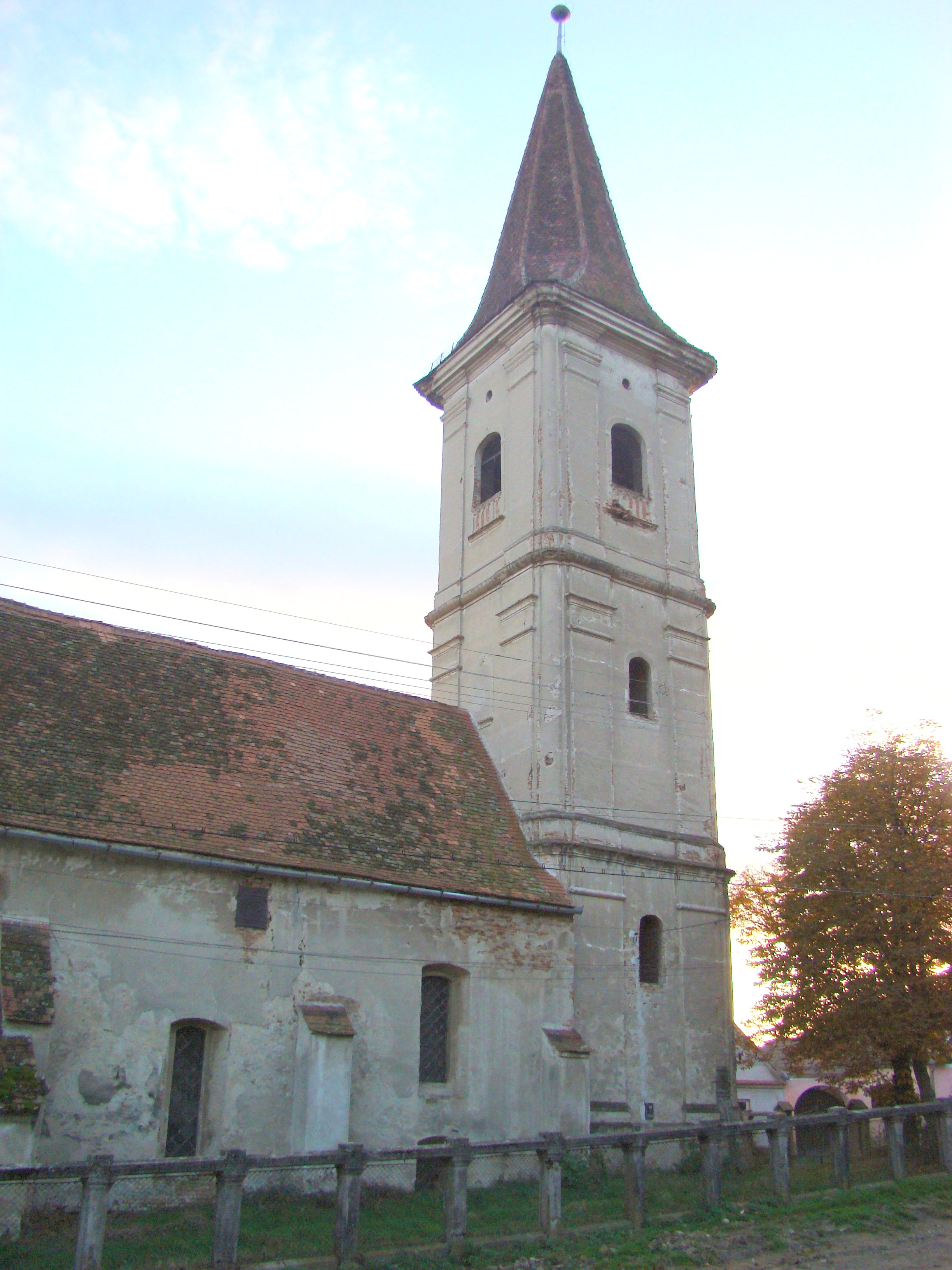
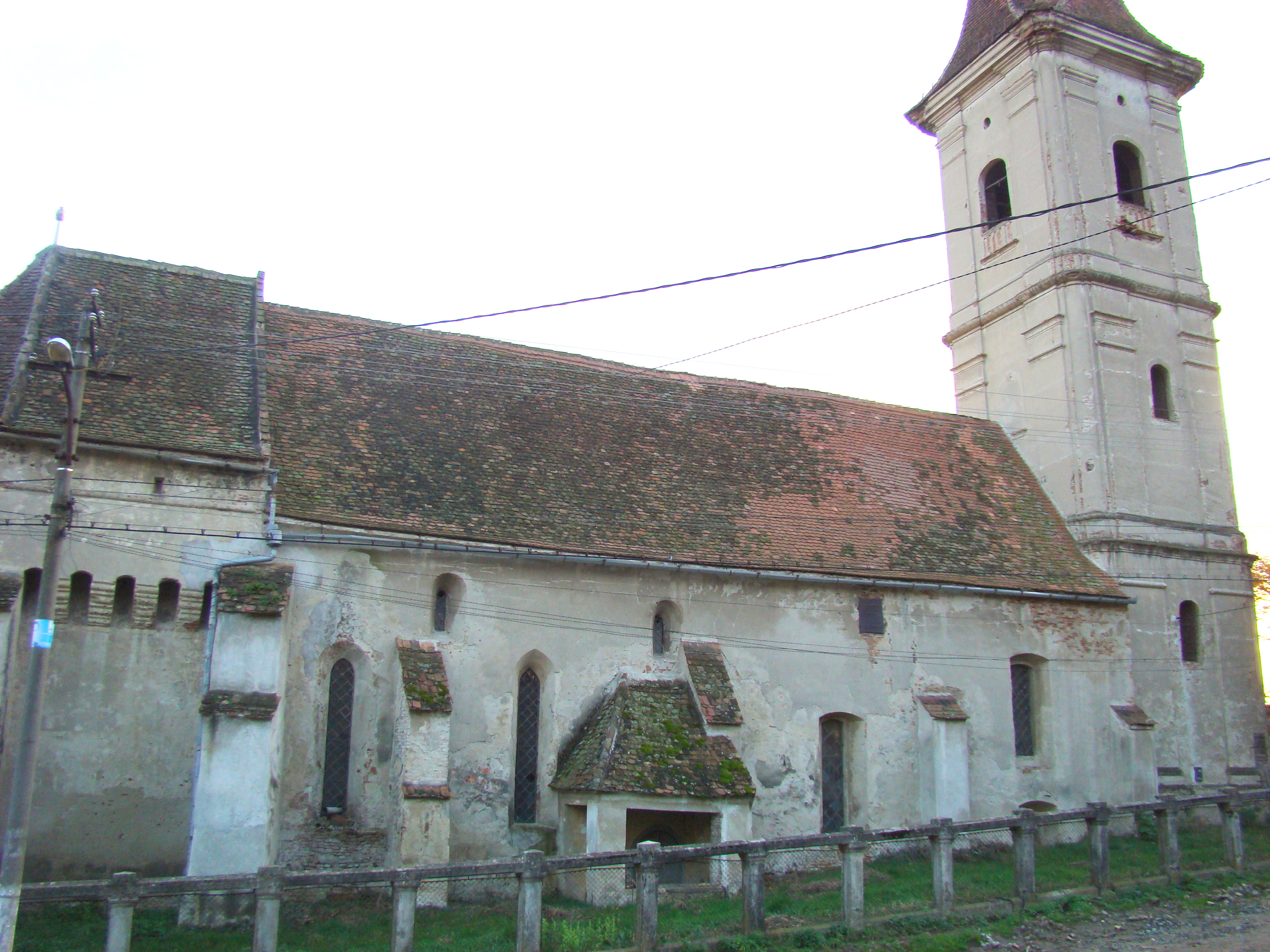
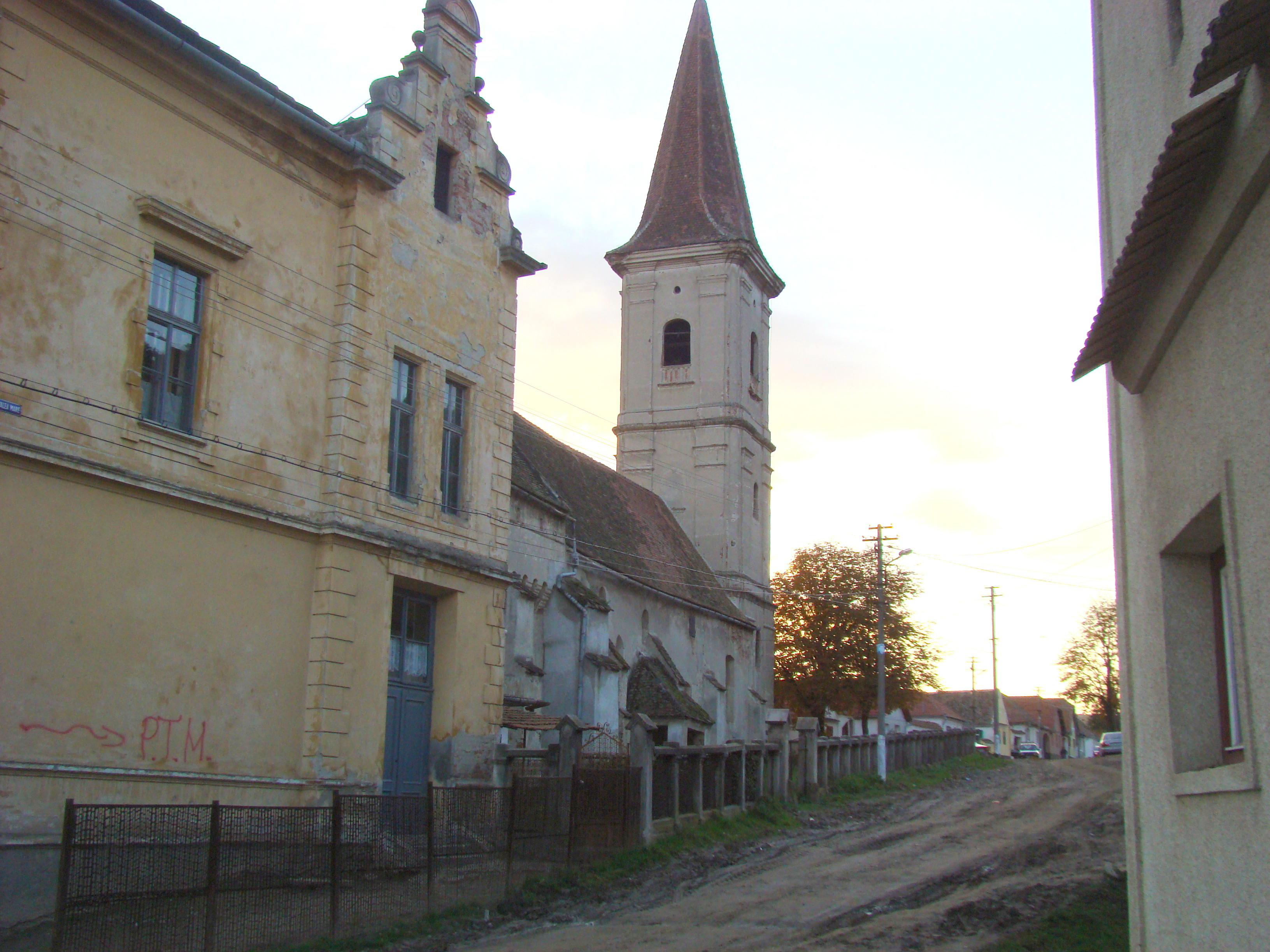
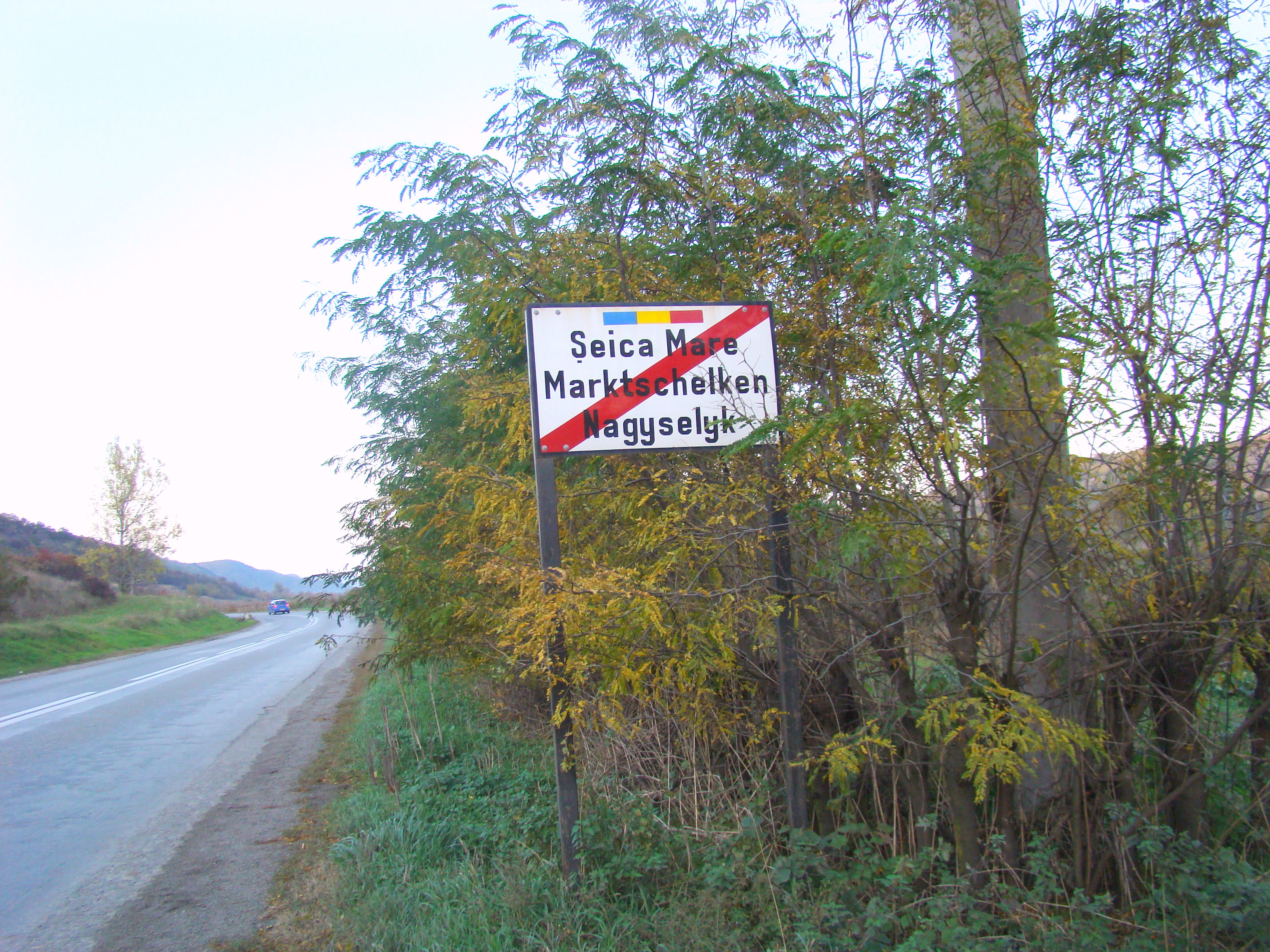